# Ron Reed
Ronald Lee Reed, detto Ron (La Porte, 2 novembre 1942), è un ex giocatore di baseball ed ex cestista statunitense, professionista nella MLB e nella NBA.

## Carriera
Venne selezionato dai Detroit Pistons al terzo giro del Draft NBA 1965 (20ª scelta assoluta).